# Annette Kansy
Annette Kansy (* 13. Juni 1955 in Dresden) ist eine ehemalige deutsche Eiskunstläuferin, die im Paarlauf für die DDR startete.
Sie nahm mit ihrem Partner Axel Salzmann an den Olympischen Winterspielen 1972 in Sapporo teil. Sie erreichten Platz 8.
Bei den Eiskunstlauf-Weltmeisterschaften 1971 und 1972 kamen sie jeweils auf Platz 7. Bei Europameisterschaften belegten sie 1970 Platz 6 und 1972 Platz 5. Bei den DDR-Meisterschaften gewannen sie zweimal die Silbermedaille und einmal Bronze.

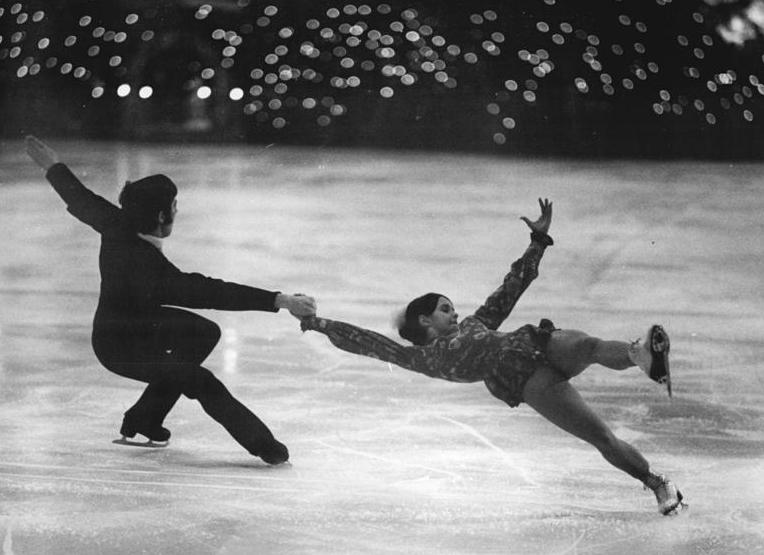
Kansy und Axel Salzmann, 1970.